# Sath
A sath (arabul: شطح vagy شطحیة, tudományos átírással: šaṭḥ vagy šaṭḥiyya, tsz. šaṭaḥāt vagy šaṭḥiyyāt) főképp az iszlám misztikában használatos terminus, mely az eksztatikus állapotban tett kijelentéseket és cselekedeteket foglalja magába. Az S-T-H gyökből képzett szó, a mozgás, reszketés, mozgolódás jelentéseket hordozza, továbbá olyan árnyalata is van, hogy valami rázkódás vagy mozgolódás miatt kiborul, kiömlik.

## Használata
A sath kifejezés eddigi ismeretek szerint a legkorábbi írásos műben való használatára Abú Naszr asz-Szarrádzs (megh. 378/988) misztikus sejk Kitáb al-lumaʿ című könyvében került sor. Ebben a műben azt írja asz-Szarrádzs a sathról, hogy ez egy különösnek, furcsának ható kifejezésmód, amely a mindenen túlmutató eksztatikus állapotot jelenti.
Arra vonatkozóan nincs adat, hogy Mohamed prófétához köthetők-e ilyen kifejezések vagy cselekedetek, ugyanakkor bizonyos hadíszokban, például a hadísz al-kudszíban vagy a hadísz al-naváfilben vannak olyan kifejezések, amelyek a sath előfutáraként aposztrofálhatók. Ezekben a hadíszokban megjelenik az Istennel való lehetséges egyesülés, amely a szereteten keresztül valósul meg, és isteni indíttatású beszédekben és cselekedetekben nyilvánul meg.

Ibn al-Hafíf (megh. 371/982) perzsa misztikus szerint a sath az, ami az eksztázison túlmegy, és a beszédben különösnek tűnik.
Abú Jazíd al-Bisztámí (megh. 261/874 vagy 234/848-9), a szintén perzsa misztikusnak több ilyen eksztatikus állapotban tett kijelentést tulajdonítanak. Ezekben a kijelentésekben megfogalmazza a misztikus tapasztalást („Bizony, én vagyok Isten. Nincs más Isten, csak én”), illetve megbotránkoztatónak ható cselekvéseket hajt végre (a kibla helyett önmaga felé fordulva imádkozik).  Ezeket a kijelentéseit és tetteit több műben is lejegyezték.
A 6/12. században a sath terminus megjelent nem misztikus kontextusban is az iszmáilita szövegekben, viszont ezekben is megőrizte a spirituális színezetét, utalva a misztikus tapasztalásra.
Eksztatikus kijelentéseiről is ismert az iszlám misztika mártírja, al-Halládzs (megh. 309/922), akit megbotránkoztató sathjai következtében kivégeztek.

## Megítélése
Vegyes megítélésű, sem a misztikus, sem a nem misztikus gondolkodók között nincs egyetértés a sath megítélését illetően.

### Misztikus gondolkodók szerint
A misztikus szerzők különbözőképp kezelik ezeket a kifejezéseket/tetteket. Vagy elragadtatott állapottal, őrültséggel, esetleg meggondolatlansággal magyarázzák, vagy olyan spirituális állapotokhoz tartozó kifejezésmódnak tartják, mely csak az arra érdemes számára érthető, vagy a legmélyebb isteni valóság megtapasztalásának a megnyilvánulása. Még a misztikusok között sincs konszenzus arra vonatkozóan, hogy hogyan értendők ezek a kijelentések vagy cselekedetek.
Rúzbihán Baklí (megh. 606/1209) az eredetileg arab nyelven írt Mantik al-aszrárban (Manṭiq al-asrār), amelyet később perzsára fordított Sarh-i sathijját (Šarḥ-i šathiyyāt) címen, több mint 200 példát gyűjtött össze a sathra. Ezeket 45 különböző forrásból gyűjtötte össze, néhány példa közülük: Abú Jazíd al-Bisztámí, al-Hudzsvírí, al-Halládzs (utóbbinak egész Kitáb al-tavásín [Kitāb al-tawāsīn] című művét beleértve). Azonban még Rúzbihán Baklí eksztatikus kijelentéseket tartalmazó művét is többféleképpen ítélték meg. Egy bizonyos Samsz al-Dín Szafí elhatárolódott a műben található kijelentésektől, majd, az anekdota szerint, Mohamed próféta megjelent álmában, és tudomására adta, hogy Isten egyik barátját bántotta szavaival. Ennek hatására személyesen kereste fel Rúzbihánt, hogy bocsánatot kérjen tőle.
Ibn ʿArabí és tanítványai nem használtak sathot a misztikus tapasztalás kifejezésére, sőt, úgy tűnik, Ibn ʿArabí véleménye szerint a sath inkább öncélú, a túlzott eksztázis eredménye. Bár írásaiban nem lelhető fel sath, arra vonatkozóan nincs adat, hogy szóban tett-e ilyen kijelentéseket/cselekedeteket. Nem minden esetben bírálja így a sathot, például Abú Jazíd al-Bisztámí esetében engedékenyebb hangnemben ítéli meg azt. Úgy hivatkozik al-Bisztámíra, hogy annyira szereti Istent, hogy eggyé vált vele, tehát ehhez köthetők az eksztatikus kijelentései, mivel nem magától mondja, hanem isteni akaratból.

### Nem misztikus gondolkodók szerint
Ibn Haldún, 8/14. századi arab történetíró véleménye szerint megbocsájtható tett, amelyet egy önmagából kikelt, eksztatikus állapotban lévő személy visz véghez. Azonban bizonyos esetekben büntetendő, ld. al-Halládzs. Ezzel szemben a 6/12. századi Ibn Tufajl szintén arab tudós negatívan ítéli meg az összes sathot.